# BASIC/98
BASIC/98（ベーシック キューハチ）は、有限会社電脳組が販売するBASIC言語の処理系である。

## MS-DOS版
1987年に、神津システム設計事務所・コーズシステムプロダクツ(KSP)からBASIC/98 Fastとして発売された構造化BASICインタプリタ/コンパイラ で、その後数社を経て電脳組に権利が譲渡された。N88-BASIC(86)と高い互換性を持ち、さらに文法を拡張した処理系で、NEC PC-9800シリーズ用以外にも東芝J-3100用などがあった。
文法の拡張は、構造化プログラミング、及びモジュラープログラミングに関するものが主となっている。構造化プログラミングのサポートとしては、行分けIF文、SELECT文（C言語のswitch文に相当）などがある。モジュラープログラミングのサポートとしてはローカル変数と引数を持つサブルーチン、関数などがある。

## MS-Windows版
MS-DOS版の機能の内、機械語ルーチンの呼び出しなどを除く、ほとんどの機能を実装している。2015年現在の最新版はV5.1で、インタプリタのみである。
N88-BASICと互換性を保つため、画面サイズは640×400ドットまたは640×480ドットのいずれかしか選べない。文法互換といってもわずかな違いはある上、文法拡張に伴う予約語の増加などの関係で、移植の際には多少の手入れが必要になることが多い。しかし、プログラム入力時に行単位で文法をチェックする機能があるので、ほとんどの場合修正は容易である。
動作は安定しているので十分実用になるが、実行速度は必ずしも速いとはいえない。プログラムの内容にもよるが、フリーウェアのBASICインタプリタの中に、これよりはるかに速く動作し、画面サイズが任意に変えられる実用性の高い処理系も存在する。